# BAD GUY BEACH
『BAD GUY BEACH』（バッド ガイ ビーチ）は、1995年公開の日本映画。「新宿鮫」シリーズで知られる大沢在昌の連作小説『悪人海岸探偵局』を原作に、哀川翔が初監督（“あいかわ翔”名義）し、主演も兼ねたハードボイルド作品。麻生久美子の女優デビュー作。そしてバナナマンを結成して間もない頃の日村勇紀が、事件に大きく関わる若きカリスマゲームクリエイター役で出演している。

## 惹句
俺の天使が消えた…ニューヒーロー、キッスのシロー。
タフで、シャイで、危険なあいつ。

## スタッフ
- 監督：あいかわ翔
- 脚本：三村渉、伊藤康隆
- 製作：朝野勇次郎、西原利昌
- ゼネラルプロデューサー：高橋正
- 企画：渡辺清也、藤井英一
- プロデューサー：莟宣次、松田康史
- 原作：大沢在昌（集英社文庫「悪人海岸探偵局」より）
- 音楽プロデューサー：馬場孝幸
- 監督補：松井昇
- 助監督：田﨑竜太
- 撮影：小松原茂
- 美術：丸山裕司
- 照明：石丸隆一
- 録音：佐藤幸哉
- 編集：宮澤誠一
- スチール：斉藤里美
- イラスト：たかや健二
- スクリプター：作間清子
- 製作協力：バズ・カンパニー、哀川翔事務所
- 製作：スタッフ東京
- 配給：アルゴ・ピクチャーズ

## キャスト
- 哀川翔：木須志郎
- 梶原聡：達也
- 藤原紀香：ティミー・リン
- 麻生久美子：“天使”/樋口ユカ
- 岩本千春：麗子
- 長倉大介（現・永倉大輔）：スーパー店長
- 日村勇紀：小暮
- Pino（第1期メンバー）：三人組の女
- 中野英雄（友情出演）：警察官
- 望月六郎：パープルドールの客
- 林泰文：パープルドールの客
- 奥田瑛二（友情出演）：神父
- 佐藤仁哉（友情出演）：弁護士
- 清水昭博：マック佐川
- 中村れい子（友情出演）：ヨーコ
- 山田辰夫：近衛刑事
- 柳葉敏郎（愛情出演）：タッグ
- 岩城滉一：島木警部

## ストーリー
木須志郎（通称“キッスのシロー”）は、ビーチサイドで事務所を構えている元ビーチボーイのしがない私立探偵。ある日、弟分の達也が差し入れた裏ビデオの中でレイプされている少女の姿を見た木須は、目を疑う。映っていたのは、少年時代に不良連中から助けたことをきっかけに出会い、そして密かに“天使”と呼び憧れていた少女だったからだ。しかも、当時そのままの麦藁帽子と白ワンピース姿と若さで……。その日から木須は、何かに導かれるかのように“天使”の行方を探し始め、ヤンチャしていた頃に何かと親身になってくれた島木警部の協力を得ながら、やがて“天使”が樋口ユカという名であることを突き止め、感激の対面も果たしたのも束の間、ユカは再び失踪。謎のチャイナドレス美女ティミー・リンが木須の前に現われたり、例の裏ビデオやユカ失踪に、ユカが勤務していた会社の経営者にしてカリスマゲームクリエイターの小暮の怪しい存在が浮かび上がる等、木須は様々な厄介事に否応なく巻き込まれて行く。そして事件解決後。もっと驚愕すべきどんでん返しが待っていた……。

## エピソード
- 当初は「ネオチンピラ 鉄砲玉ぴゅ〜」シリーズ、『獅子王たちの夏』等でVシネマ黎明期から共に歩み続けてきた哀川翔の盟友というべき高橋伴明監督が撮る予定だったが、高橋監督のスケジュールが合わなくなり、「もし全然知らない監督が来て、方向性が変わっちゃったら嫌だなぁ」と思った哀川は、熟考の末自らメガホンを取ることを決断。だが既に超多忙だった哀川は、主演兼業の上27日間中1日休みのタイトな撮影スケジュールだったため、クランクアップ後は3日間ベッドから起き上がれなくなる程精も根も尽き果てたと、振り返っている。そういう経験もあって哀川は監督2作目として予定していた『RUSH!』のメガホンを瀬々敬久監督に譲り渡し、主演兼業を避けた。
- 本作のロケ地となったのは、九十九里浜と館山。館山は哀川が5歳の頃まで実際に過ごしていた土地だった。
- 樋口ユカ役の麻生久美子は本作が初演技、ティミー・リン役の藤原紀香も演技経験が浅かった。リストアップされた30人ものヒロイン候補の中から哀川自らが選んだ。抜擢理由について廣済堂文庫刊の「哀川翔 鉄砲弾伝説」の中で哀川は、「二人とも今ほど売れてないし、どんな人間性かは分からなかったけど、一つ一つのオレの言葉に対するリアクションが素直だった」と述懐している。
- 麻生は本作に出演した思い出について2007年6月刊行の「hon-nin」vol.03掲載記事にて、吉田豪のインタビューに答える形で振り返っている。現場での哀川は「間が大切なんだよ」と親切な芝居アドバイスをしてくれたので優しい監督のイメージだったが、打ち上げの席で哀川から「もう少しうまくやってくれたら、もっといい映画になったのに!」とキツイ一言を言われてしまい、一時「演技の才能がないのでは」と思い詰めてしまった、とのこと。だが哀川との出会いが縁となり、今村昌平監督『カンゾー先生』のヒロイン役抜擢へとつながったので、「運命というか、よかったです。選んでもらって」と、哀川に感謝している。